# Arthur Wilder-Smith
Arthur Ernest Wilder-Smith, beter bekend als A. E. Wilder-Smith, (Reading, 22 december 1915 - Bern, 14 september 1995) was een Brits scheikundige en bekend aanhanger van het creationisme. Hij trad vaak in debat met evolutiebiologen en verdedigde het creationisme in diverse boeken, door lezingen aan universiteiten en via een dvd-serie getiteld Origins: How the World Came to Be. Sommigen zagen hem als Europa's leidende creationist.

## Opleiding en werkzaamheden
Wilder-Smith studeerde natuurwetenschappen aan de universiteit van Oxford, hij promoveerde in 1941 in de organische chemie aan de universiteit van Reading. Hij studeerde botanie, zoölogie en chemie onder de professoren de Beer, Ford, Robinson, Chattaway en anderen. In 1946 werd hij Fellow van het Royal Institute of Chemistry. Daarna haalde hij doctorsgraden in de farmacologie aan de ETH Zürich en in 1964 aan de Universiteit van Genève. Hij was (gast)hoogleraar en docent aan verscheidene Europese en Amerikaanse universiteiten. Zo werd hij in 1963 bijvoorbeeld hoogleraar farmacologie aan het medisch centrum van de universiteit van Illinois. Zijn expertise bevond zich vooral op het gebied van de farmacie en de farmacologie.
Vanwege het sterk toenemende drugsmisbruik onder Amerikaanse soldaten in Turkije, werd Wilder-Smith door de NAVO aangesteld als drugsexpert. Van 1970 tot 1977 werkte hij voor de NAVO in Europa. Hij ontwikkelde in die functie een programma tegen drugsmisbruik en hield voor militairen voordrachten over drugsproblemen.

### Creationisme
Wilder-Smith trad veelvuldig in debat met bekende evolutionisten.
In 1965 bezocht hij de oevers van de in de staat Texas liggende Paluxy River in het Dinosaur Valley State Park. Naar aanleiding daarvan beweerde hij dat daar voetsporen van dinosauriërs en mensen samen voorkomen. Eerder was echter al gebleken dat deze menselijke voetsporen door een plaatselijke bewoner waren gemaakt om aan toeristen te verkopen. De affaire kwam Wilder-Smith op kritiek uit de wetenschappelijke gemeenschap te staan. Wilder-Smith schrok er overigens niet voor terug om creationisten te corrigeren wanneer zij fouten maakten. Zo zei hij in 1984 tegen Francis Arduini dat Morris "niets van thermodynamica wist".
In februari 1986 werden Wilder-Smith en de natuurkundige Edgar Andrews uitgenodigd door de Oxford Union Society, een debatvereniging in Oxford, om deel te nemen aan het Huxley Memorial Debate (genoemd naar de anatoom Thomas Huxley, een van de belangrijkste aanhangers van Darwins theorie in de 19e eeuw). Zij verdedigden de stelling "dat de leer van de schepping logischer is dan de evolutietheorie". Hun tegenstanders waren de bekende evolutiebiologen Richard Dawkins en John Maynard Smith.
De toehoorders stemden over wie ze als winnaar van het debat zagen. De evolutionisten wonnen het debat met 198 tegen 115 (volgens sommigen 150) stemmen, wat volgens Wilder-Smith een opmerkelijk goede score voor de creationisten was. Volgens Wilder-Smith heeft de Universiteit van Oxford geprobeerd het debat in de doofpot te stoppen.
In de jaren zeventig en tachtig was Wilder-Smith vaak te zien op televisie, in Nederland vooral bij de Evangelische Omroep. Toen deze zich in de jaren negentig minder op het creationisme ging richten, verdween Wilder-Smith eveneens grotendeels uit beeld op de Nederlandse televisie. In de Engelstalige wereld bleef hij evenwel prominent aanwezig in het debatcircuit.
Over zijn boek The Natural Sciences know nothing of Evolution uit 1981 schreef een commissie van het Amerikaanse National Center for Science Education (een organisatie die opkomt voor het onderwijzen van de evolutietheorie op scholen) dat het "overvloedige hoeveelheden wetenschappelijke fouten" bevat (copious scientific errors).

## Persoonlijk
Nadat hij in 1933 aan de Universiteit van Oxford was gaan studeren, bekeerde hij zich mede door toedoen van de Engelse brigadegeneraal F.D. Frost tot het christelijk geloof en werd voor de rest van zijn leven een fervent uitdrager hiervan.
Tijdens de Tweede Wereldoorlog weigerde hij om principiële redenen dienst te nemen in het leger. De rechtszaak die hieruit voortvloeide, leidde tot een vrijspraak. Wilder-Smith zette zich na de oorlog in voor verzoening met de voormalige vijand Duitsland. Hij trouwde in 1950 met een Duitse vrouw, een dochter van een predikant. Ze kregen vier kinderen.
In 1991 onderging hij met succes een hersenoperatie. Na een tweede hersenoperatie in 1994 ging zijn gezondheid achteruit. Het jaar daarop overleed Arthur Wilder-Smith op 79-jarige leeftijd.

## Publicaties
Wilder-Smith was auteur en coauteur van meer dan dertig boeken die in zeventien talen werden vertaald. Zijn wetenschappelijke publicaties en boeken bevatten studies op het gebied van theologie en Bijbelse onderwerpen, scheikunde en farmacie. Enkele van zijn boeken gaan over creationisme als alternatief voor de evolutietheorie. Behalve in het Engels schreef Wilder-Smith ook in het Duits.
- 1978 - Greift der Christ zur Waffe?
- 1981 - The Natural Sciences Know Nothing of Evolution
- 1987 - Scientific Alternative to Neo-Darwinian Evolutionary Theory
- 1988 - He Who Thinks Has To Believe
- 1988 - The Creation of Life
- 1990 - Why Does God Allow It?
- 1991 - Is This a God of Love?
- 1993 - Man's Origin / Man's Destiny
- 1993 - The Time Dimension
- 1998 - Fulfilled Journey: The Wilder-Smith Memoirs (biografie)